# Ili-Timur (Ort)
Ili-Timur ist ein Ort auf der südostasiatischen Insel Atauro, die zu Osttimor gehört. Das Dorf befindet sich auf einer Meereshöhe von 629 m, im Norden der Aldeia Ili-Timur (Suco Macadade, Gemeinde Atauro). Südwestlich liegen die Dörfer Bite und Anartuto, der Hauptort des Sucos. Eine Straße führt nach Norden weiter in den Suco Beloi.